# I'll Remember
Singles de Madonna
Bye Bye Baby
(1993) Secret
(1994)
Pistes de Avec les félicitations du jury
Thank You She Sells Sanctuary
I'll Remember (abrégée de I'll Remember [Theme from With Honors]) est une chanson de l'artiste américaine Madonna. Elle sort en single le 8 mars 1994 sous le label Warner Bros. Records comme bande originale du film Avec les félicitations du jury. La chanson montre un changement radical de l'image et du style de Madonna, qui avaient précédemment reçues des réactions négatives, autant critiques que commerciales, à cause de son livre Sex, de l'album studio Erotica et du film Body. Warner Bros. décide de prendre Madonna comme interprète de la chanson après avoir constaté que ses précédentes bandes originales avaient rencontré un succès commercial.
I'll Remember présente des caractéristiques des chansons de la fin des années 1970. Elle utilise un clavier synthétisé pour apporter un résonnement continu d'une pulsation du cœur. La voix de Madonna est soutenue par des chœurs. Les critiques de l'époque louent cette chanson, en la considérant comme l'une de ses meilleures productions. Elle est nommée à la 37e cérémonie des Grammy Awards et à la 52e des Golden Globes Awards. Après sa sortie, le titre atteint la seconde place du Billboard Hot 100, devenant sa cinquième chanson à réaliser cette performance. Elle est numéro un au Canada et en Italie et se classe dans le top 10 d'autres pays. Le vidéoclip l'accompagnant montre Madonna chantant le morceau dans un studio d'enregistrement. Son look et son style sont comparés à ceux du clip de son précédent single Rain. Le portrait androgyne de Madonna fumant dans le dernier plan est apprécié par les critiques qui pensent qu'elle brise les barrières des sexes.

## Genèse
L'année 1992 voit la sortie du livre Sex de Madonna. Cependant, le livre, qui contient des images explicitement sexuelles et des photographies de fantasmes voyeuristes, n'est pas bien reçu par les critiques tout comme ses fans. Son cinquième album studio Erotica et le film Body sortent au même moment ; les deux n'obtiennent pas de succès commercial ni critique. Ainsi, elle décide de ré-inventer son image, pour se mettre en contact avec ses fans et réparer les dommages que son image provocatrice a causé dans sa carrière. I'll Remember est l'une des chansons qui est développée dans ce but. Elle est incluse dans la bande originale du film Avec les félicitations du jury. Le propre label de Madonna, Maverick Records, a les droits pour réaliser cette bande originale. L'équipe décide que Madonna chanterait le titre I'll Remember, après avoir constaté que toutes ses bandes originales précédentes ont rencontré un succès commercial. La ballade est coécrite par Madonna, Patrick Leonard et Richard Page. I'll Remember n'apparaît sur aucun album de la chanteuse, mais est incluse dans sa compilation de ballades Something to Remember en 1995. Concernant ses impressions sur la chanson, Madonna commente :

« Je pense la plupart du temps que quand mes productions sortent, les gens sont tellement distraits par la fanfare et la polémique qu'ils ne font plus attention à la musique. [...] Je ne peux pas vous dire combien il est douloureux de chanter Like a Virgin et Material Girl pour moi maintenant. Je n'ai pas écrit ces chansons ni l'une ni l'autre et n'a pas creusé très profondément. Je me sens aussi plus liéé émotionnellement à la musique que j'écris maintenant, ce qui me donne plus de plaisir à le faire. »

## Composition
Selon Rikky Rooksby, auteur de The Complete Guide to the Music of Madonna, la chanson est écrite dans le style Album-oriented rock des groupes Boston et Foreigner. Elle est ralentie par le tempo des chansons rock et utilise un clavier synthétisé résonnant constamment pour donner l'effet d'un battement de cœur. I'll Remember possède des caractéristiques des chansons de la fin des années 1970 à part l'arrangement et la basse. Madonna chante avec une voix calme qui est presque éclipsée par l'arrangement des synthétiseurs. La chanson commence par une séquence d'accords de Do majeur et est utilisée sur la septième tonalité de la séquence. Mais la tonalité actuelle de la chanson est Ré majeur. Elle se situe dans une signature rythmique commune avec un tempo modéré de 120 pulsations par minute. La gamme vocale de Madonna se situe entre les notes Fa3 et Sol4. Un arrangement de batterie beaucoup plus puissant est utilisé dans le second couplet. Le refrain utilise une séquence d'accords de Ré, Sol, Sim et La tandis que les deux premières lignes de chaque couplet utilise la progression Ré, Sim, La et Sim ainsi que Sol, Ré, Sol et La. Durant l'intermédiaire « I learned to let go of the illusion that we can possess », la structure change en Ré, Sim, Sol, Ré, La, Sol et La. Les chœurs sont entendus dans les derniers refrains pour la soutenir avec les cordes, descendant vers un arrangement mineur avant la troisième note. La chanson finit par un fondu et est dépourvue d'acmé musical. Les paroles traitent d'un retour en arrière d'une belle histoire d'amour de Madonna.

## Accueil

### Critiques de la presse
L'auteur Christopher Feldman, dans son livre Billboard book of number 2 singles, décrit la chanson comme une « ballade tendre ». Timothy White, critique musical de Billboard, qualifie la chanson comme swinguante et l'un des classiques de Madonna dans son livre Music to my ears: the Billboard essays : portraits of popular music in the '90s An owl book. Il félicite également la chanson pour parler d'une relation terminée. Rikky Rooksby considère la chanson comme l'un des meilleurs singles de Madonna et un morceau plus important. Sal Cinquemani de Slant Magazine pense que la chanson est un « joyau de bande originale ». L'auteur J. Randy Taraborrelli, dans sa biographie sur Madonna, trouve qu'il s'agit d'un bon morceau. Selon lui, « il ressemble à un thème de film, équipé de cordes et d'une grande émotion. Il rappelle un autre thème de Madonna : Live to Tell ». Le critique musical Peter Buckley remarque que la chanson est évocatrice et l'une des meilleures productions de Madonna, montrant son habileté à rester en contact avec une adaptation des développements musicaux. Lors de la 37e cérémonie des Grammy Awards, I'll Remember reçoit une nomination dans la catégorie « Meilleure chanson écrite spécialement pour un film ou la télévision ». Elle reçoit également une nomination aux Golden Globes Awards dans la catégorie « Meilleure chanson originale ».

### Succès dans les classements
Aux États-Unis, I'll Remember débute à la 35e place du Hot 100 le 2 avril 1994. Après sept semaines, la chanson atteint la seconde place du classement. Elle conserve cette position pendant quatre semaines et est bloquée par I Swear d'All-4-One pour la première place. Le single devient le cinquième de Madonna à arriver au second rang, égalant Elvis Presley qui détient le record de singles numéro deux. Cependant, Madonna bat ce record en 1998 avec Frozen. Le titre est numéro un dans l'Adult Contemporary Chart, devenant le quatrième numéro un de Madonna dans ce classement après Live to Tell, La Isla Bonita et Cherish. I'll Remember reste à la première place pendant quatre semaines et termine à la treizième position du classement Billboard de 1994.
Au Canada, la chanson démarre à la 52e place du classement RPM. Après sept semaines, elle atteint la première position le 16 mai 1994. La chanson est présente dans le classement pendant 24 semaines et atteint la seconde place du classement de l'année 1994. Au Royaume-Uni, elle entre au dixième rang du classement puis atteint le septième la semaine suivante. Elle reste un total de huit semaines dans le classement. Selon l'Official Charts Company, la chanson s'est vendue à 100 090 exemplaires au Royaume-Uni en août 2008. À travers l'Europe, elle atteint le top 40 en Belgique, France, Nouvelle-Zélande, Pays-Bas et Suisse. Elle entre dans le top 10 en Australie, Irlande et Suède et est numéro un en Italie. Elle atteint la 49e place en Allemagne.

## Clip vidéo
Le tournage du clip vidéo est dirigé par Alek Keshishian qui a précédemment tourné les versions scéniques de Like a Virgin et Holiday pour le documentaire In Bed with Madonna et aussi du vidéoclip de This Used to Be My Playground. Diane Greenwalt est chargée de la production avec Patrick Sheffield et Stephen Ramsey est chargé de la photographie. Le clip montre Madonna chantant dans un studio d'enregistrement stylisé avec ses chœurs. Cette vidéo est comparée à celle de Rain. Dans le vidéoclip, ses cheveux sont noirs, ses yeux bleu clair et porte une longue robe noire et un collier. Les plans montrent principalement le visage de Madonna dans une vue en plongée où elle regarde à côté de la caméra. Parfois, un écran diffusant des scènes du film est derrière elle, comme pour donner une inspiration à son chant. À d'autres moments, elle est accompagnée de ses choristes, principalement pendant les refrains, elle chante seule le reste du temps. Devant le studio, les producteurs décident quelle partie de la chanson devrait être basse. La vidéo se poursuit de cette façon et finit par un plan où Madonna se regarde elle-même en train d'enregistrer la chanson. C'est dans cette dernière scène qu'elle est vêtue d'un long manteau noir et tient une cigarette dans sa main. Les auteurs remarquent que ce dernier plan illustre le paradoxe du sexe de Madonna, elle est présentée en tant que femme quand elle chante, tout en s'habillant d'une façon androgyne, tenant une cigarette, qui est associé comme une forme symbolique à la suprématie masculine. L'auteur féministe Martha Scott Allen loue la vidéo, aussi bien que Madonna, « pour se libérer du portrait conventionnel des femmes encore une fois, et l'affichage de leurs dualités ».

## Versions
| - ÉU CD 1. I'll Remember – Theme from With Honors 2. Secret Garden - ÉU Compact Disc Maxi Single 1. I'll Remember 2. I'll Remember (Guerilla Beach Mix) 3. Why's It So Hard (Direct) 4. I'll Remember (Orbit Remix) - RU Cassette et Single 1. I'll Remember 2. Secret Garden | - RU CD Single 1. I'll Remember 2. I'll Remember (Orbit Remix) 3. I'll Remember (Guerilla Beach Mix) 4. Why's It So Hard (Direct) Les singles allemands contiennent In This Life (Direct) - RU Single 1. I'll Remember (Guerilla Beach Mix) 2. I'll Remember (Guerilla Groove Mix) 3. I'll Remember 4. I'll Remember (Orbit Alternative Remix) |

## Crédits
- Madonna - auteur, chant
- Patrick Leonard - coauteur, batterie, claviers, production
- Richard Page - coauteur
- Dean Parks - guitare acoustique
- Suzie Katayama - violoncelle

## Classements et successions à la première place
| Pays                                    | Meilleure position |
| --------------------------------------- | ------------------ |
| Allemagne                               | 49                 |
| Australie                               | 7                  |
| Belgique                                | 25                 |
| Canada                                  | 1                  |
| France                                  | 40                 |
| Irlande                                 | 10                 |
| Italie                                  | 1                  |
| Nouvelle-Zélande                        | 37                 |
| Pays-Bas                                | 28                 |
| Royaume-Uni                             | 7                  |
| Suède                                   | 9                  |
| Suisse                                  | 17                 |
| États-Unis Billboard Hot 100            | 2                  |
| États-Unis Billboard Adult Contemporary | 1                  |

| Pays       | Meilleure position |
| ---------- | ------------------ |
| Canada     | 2                  |
| États-Unis | 13                 |

## Compléments